# Museu Arqueológico Nacional de Atenas
O Museu Arqueológico Nacional de Atenas, ligado ao Ministério da Cultura da Grécia, é um dos mais importantes museus de antiguidades do mundo, com uma vasta coleção de artefatos e obras de arte da civilização grega desde os seus primórdios até o fim da era romanizada.

## Histórico

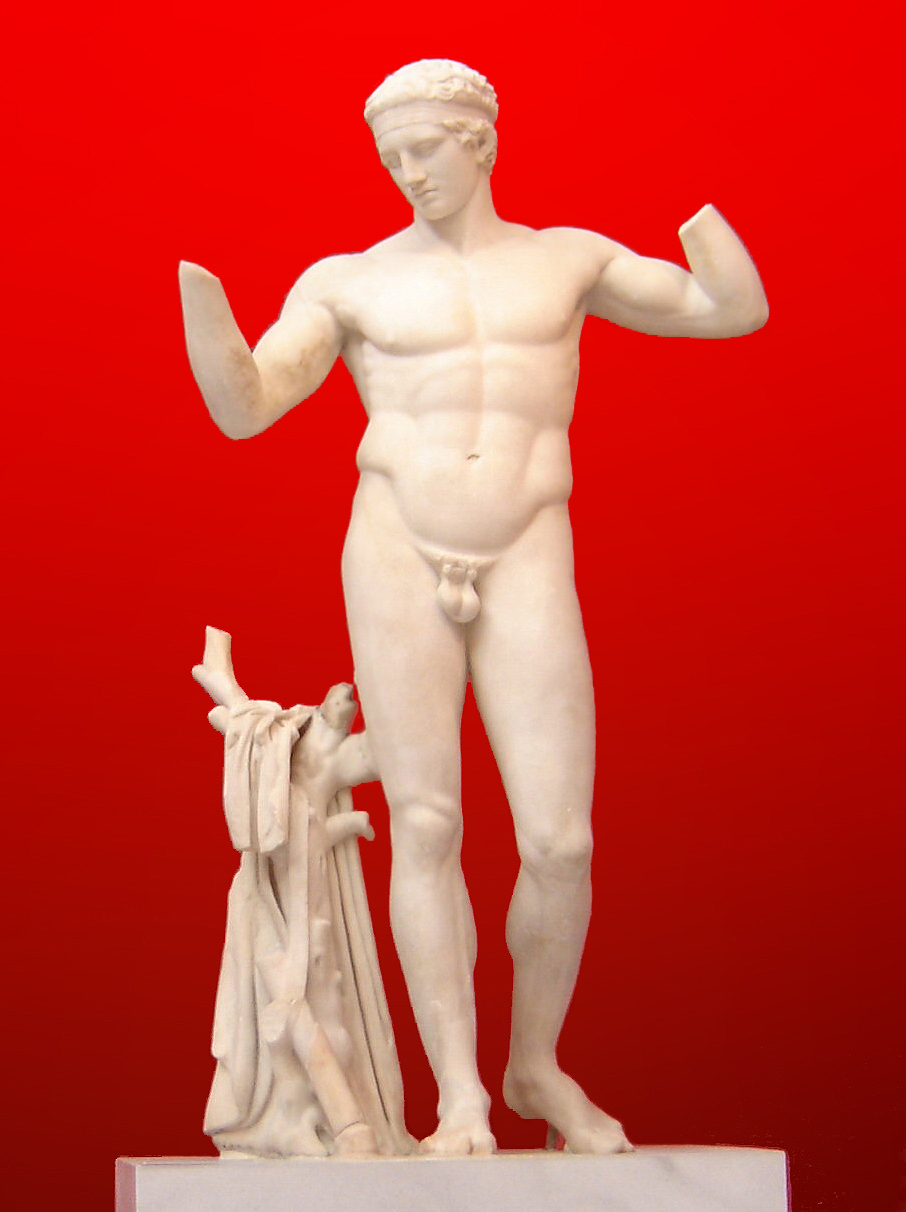
O Diadúmeno
Cópia romana de original de Policleto

A necessidade da criação de um museu arqueológico na Grécia foi sentida desde a fundação do moderno estado grego. Um primeiro museu foi estabelecido em Egina por Ioannis Kapodistrias, em 1829. Quando a capital do país passou a ser Atenas as coleções já acumuladas foram transferidas para diversos prédios da capital. Em 1858, foi lançado um concurso internacional para o projeto de um prédio definitivo, mas a iniciativa não deu frutos. Em 1865, Eleni Tositsa doou uma larga área vizinha à Universidade Técnica, e já existindo fundos para uma eventual construção, provindos do Estado grego, da Sociedade Arqueológica e de Nikolaos Vernardakis, as obras começaram em 1866 a partir de um projeto de Ludwig Lange realizado por Panagiotis Kalkos.
A ala oeste foi completada em 1874, possibilitando o início da transferência da coleção, ao mesmo tempo que era iniciada a parte central, já com supervisão de Ernst Ziller, que também redesenhou a fachada e fez outras interveções no restante do edifício, que foi entregue ao público em 1889, já com uma grande coleção exposta. A ala leste foi anexada entre 1903 e 1906, e como a coleção não cessava de crescer, foram demolidas as dependências acanhadas no lado leste para dar lugar à moderna ala de dois andares, desenhada por G. Nomikos e finalizada em 1939, passando a abrigar os setores administrativos do museu.
Durante a Segunda Guerra Mundial todas as antiguidades foram encaixotadas e levadas para locais seguros, a fim de evitar o risco de dano por bombardeio e saques, e gradualmente vieram novamente a público a partir de 1945. O processo de reinstalação do museu se prolongou até 1964, época em que o prédio recebeu mais ampliações para depósitos. Em 1999 o edifício foi gravemente danificado por um terremoto, e foi fechado para reparos até 2004, quando reabriu a tempos para a realização dos Jogos Olímpicos em Atenas, mas só um ano mais tarde a reorganização das coleções foi concluída.

## Estrutura

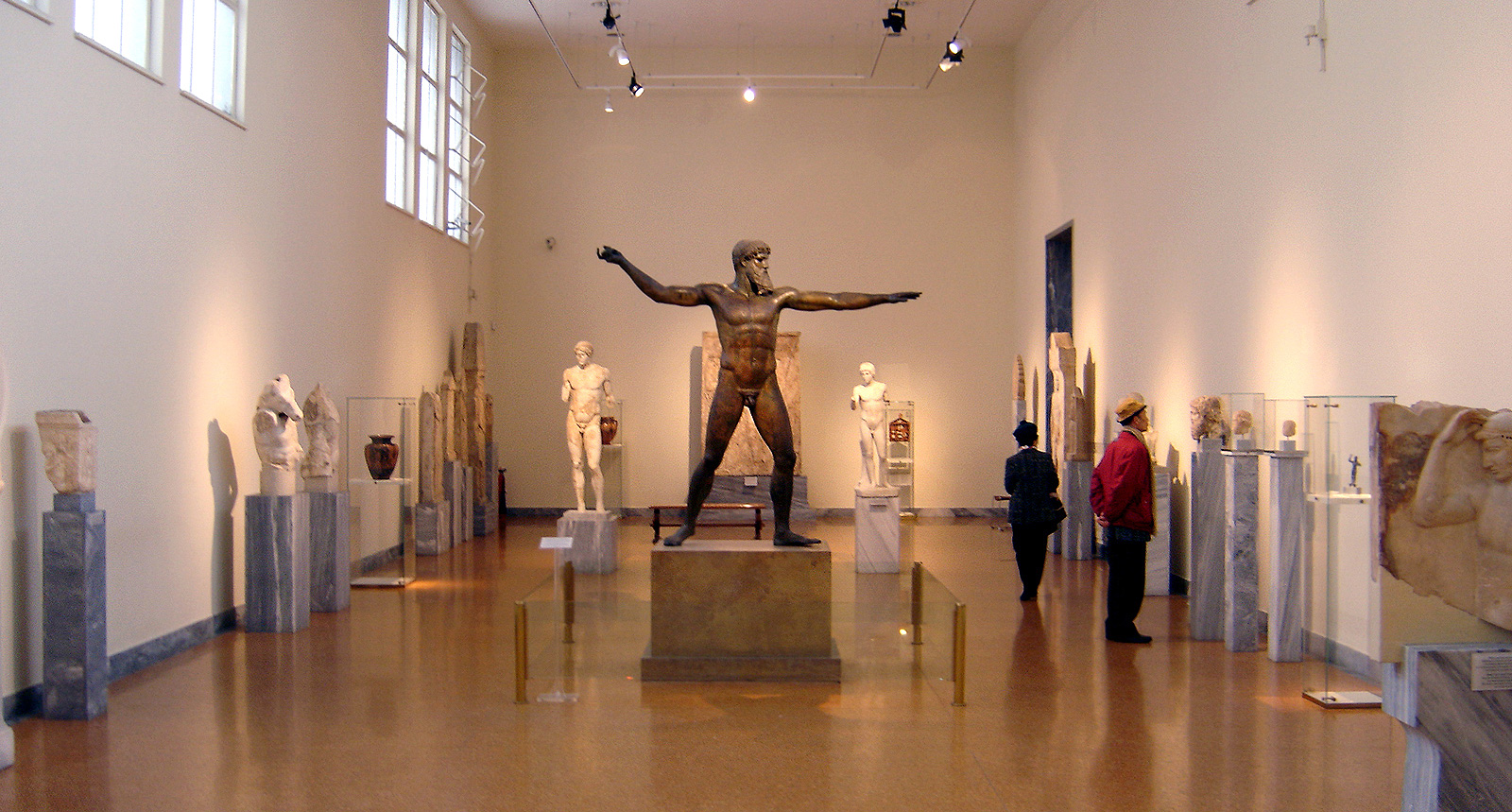
Uma das salas do museu, tendo ao centro o célebre Deus do Cabo Artemísio.

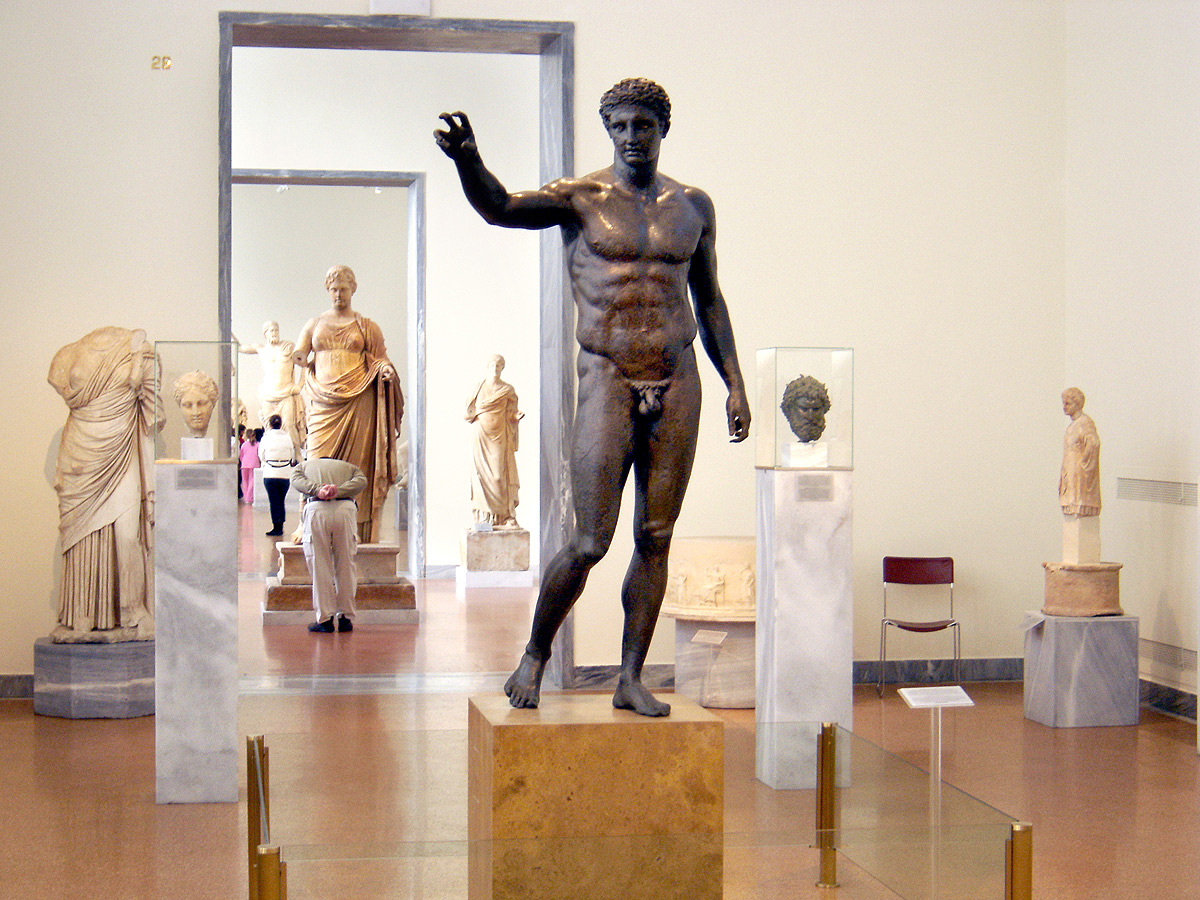
Outro ambiente, com a estátua de Páris ou Perseu em destaque.

A vasta coleção do museu é dividida em diversos Departamentos ou Coleções, cada um com uma administração independente. Em linhas gerais o museu se organiza da seguinte forma:
- Coleção Neolítica, incluindo peças das grandes civilizações que se desenvolveram na área do mar Egeu desde o sexto milênio até 1 050 a.C.
- Coleção Cicládica, ilustrando a civilização das ilhas Cíclades.

- Coleção Micênica, com resgates oriundos de tumbas reais, cidadelas e acrópoles da civilização Micênica.
- Coleção de Tera, com objetos da ilha de Santorini e outras a ela associadas.

- Coleção de Esculturas, mostrando o desenvolvimento da escultura grega em pedra entre os séculos VII e século V a.C., com diversas obras-primas.

- Coleção de Metais, com uma diversidade de estatuetas, obras maiores e outros objetos fundidos.

- Coleção de Vasos e Pequenos Objetos, com elementos representativos da antiga cerâmica grega, do século XI a.C. até a romana, incluindo a Coleção Stathatos.

- Coleção do Egito e Oriente Próximo, a única do gênero na Grécia, com obras datando desde os período pré-dinástico (5 000 a.C.) até a conquista romana.
- Coleção Stathatos, antigamente propriedade do colecionador Antonios Stathatos, com 970 itens de joalheria.

Outros setores do museu são:
- Arquivo Fotográfico
- Biblioteca
- Laboratórios de Conservação para metais, cerâmica, pedra e materiais orgânicos
- Atelier de Fundição
- Laboratório Fotográfico
- Laboratório de Química
- Salas de Exposição Temporária
- Salão de Conferências
- Loja

Além de expor seu acervo, exibir coleções convidadas e emprestar peças para exposições no exterior, o museu também funciona como um centro de pesquisas para cientistas e acadêmicos de todo o mundo.

## As coleções
Originalmente o museu se destinava a abrigar os achados nas escavações empreendidas no século XIX na própria cidade de Atenas e arredores, mas gradualmente passou a ser enriquecido com peças provenientes de outros locais. Em 1890, Ioannis Dimitriou doou parte do que hoje constitui a Coleção Egípcia, e em 1893 o acervo da Sociedade Arqueológica também passou para o museu. Do século XX em diante uma multiplicidade de peças que vêm sendo trazidas à luz por novas escavações têm sido integradas ao acervo, que atualmente conta com mais de 20 mil itens que oferecem um abrangente panorama da civilização grega desde seus primórdios na Pré-história até o fim da Idade Antiga.

### Coleção neolítica
A coleção neolítica mostra as peças mais antigas do museu, dispostas em um ordem cronológica que se estende até a Idade do Bronze inicial. Elas provêm de povoações e cemitérios tanto do continente como das ilhas, e incluem estatuetas, vasos, armas, joias, ferramentas e outros objetos que datam de 6800 a 3 300 a.C., e proporcionam ao visitante uma apreciação das técnicas artesanais e decorativas dos primeiros habitantes da Grécia e também um conhecimento sobre seu cotidiano.
A transição do Neolítico para as peças da Idade do Bronze, que perfazem uma outra sub-coleção, é ilustrada por uma série de machados de bronze. Os itens mais antigos deste segundo período são objetos de ouro e bronze típicos das culturas do nordeste do Egeu, e ofertas votivas de prata e bronze de túmulos em Lêucade. Também são mostrados achados de sítios arqueológicos importantes como os de Sesclo, Dimini e Orcômeno.

### Coleção cicládica
Esta coleção apresenta relíquias da Civilização Cicládica, que floresceu nas ilhas Cíclades durante a Idade do Bronze e se caracterizou principalmente por sua cultura ligada ao mar, à metalurgia e à produção de esculturas e cerâmicas de traços inconfundíveis. A coleção inclui um acervo escavado por Ch. Tsountas e K. Stephanou em várias ilhas, e pela Escola Britânica de Atenas em importantes sítios de Filácopi e Milos.

### Coleção micênica
Esta seção abrange peças principalmente do fim da Idade do Bronze, provenientes de centros na Argólida, em especial Micenas, mas também de Messênia, Lacônia, Ática e outras regiões gregas. Importantes são os achados de Schliemann na região das tumbas reais de Micenas, dentre os quais se destaca a máscara mortuária que supostamente cobria a face de Agamenão.
Outras salas são dedicadas a exibir objetos escavados nas cidadelas e acrópoles de Micenas, Tirinto e Pilos, que ilustram as relações políticas e comerciais entre a região e Chipre, Egito e Oriente Próximo, com placas fúnebres, urnas de ouro, prata e eletro (uma liga de ouro e prata), peças de alabastro e cristal, jóias e objetos de âmbar. Também fazem parte da seção evidências de sítios Micênicos de fora do Peloponeso, como os da Tessália, Escópelos e Cítera.

### Coleção de Tera
Os achados de Tera compreendem peças cerâmicas, bronzes e sobretudo os afrescos da localidade de Acrotíri, um dos mais importantes centros urbanos pré-históricos do Egeu e destruído por vulcanismo no século XVI a.C. Os afrescos se preservaram em excelente estado por terem sido protegidos por camadas de cinza vulcânica, e mostram vívidas imagens de pescadores, vegetais, animais, crianças, e as primeiras representações de uma cidade e de desportistas encontradas na arte grega. Também são mostrados artefatos em bronze, cerâmica e pedra de Micenas, Cnossos e Filácopi pertencentes à coleção pré-histórica.

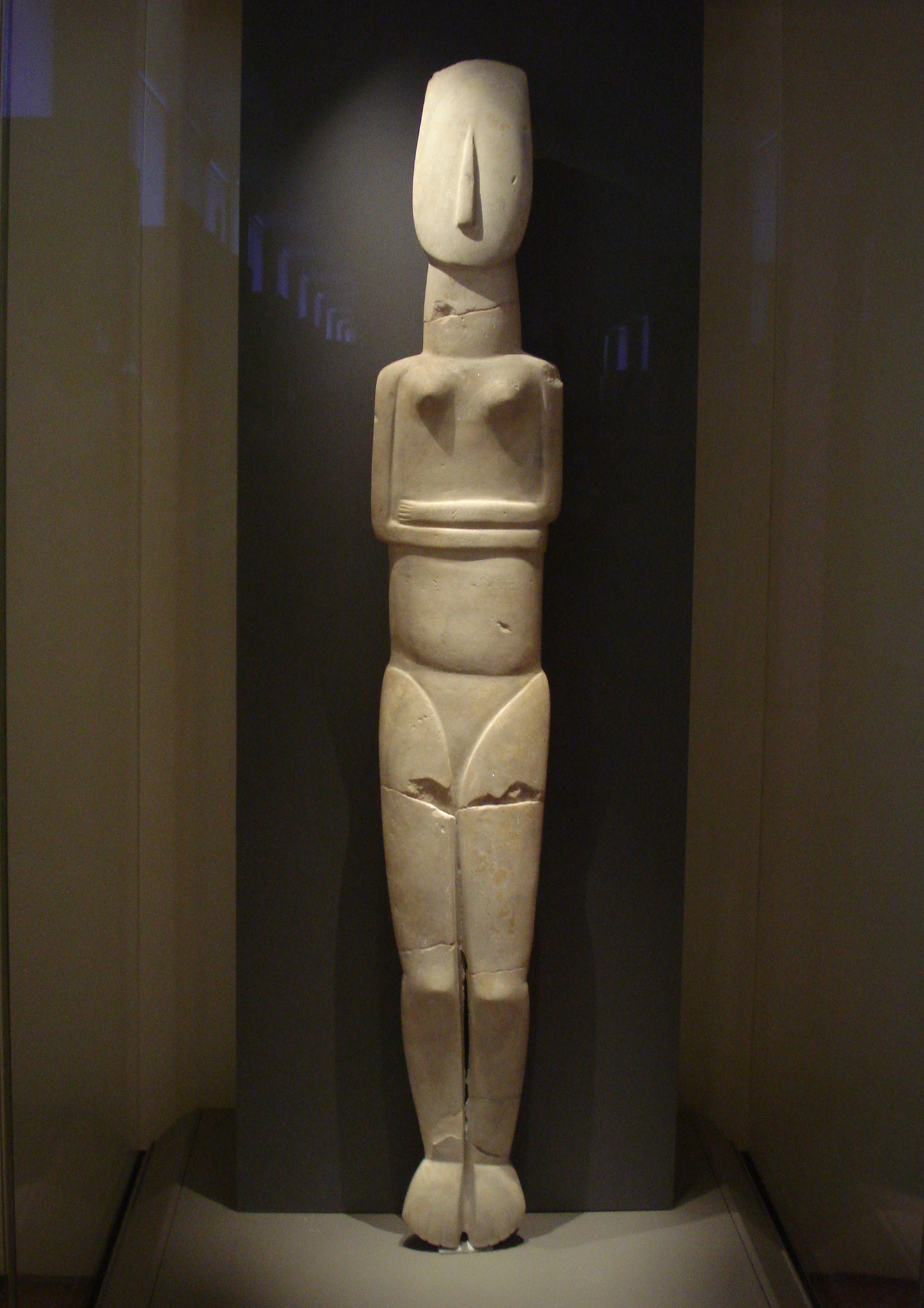
Estatueta cicládica
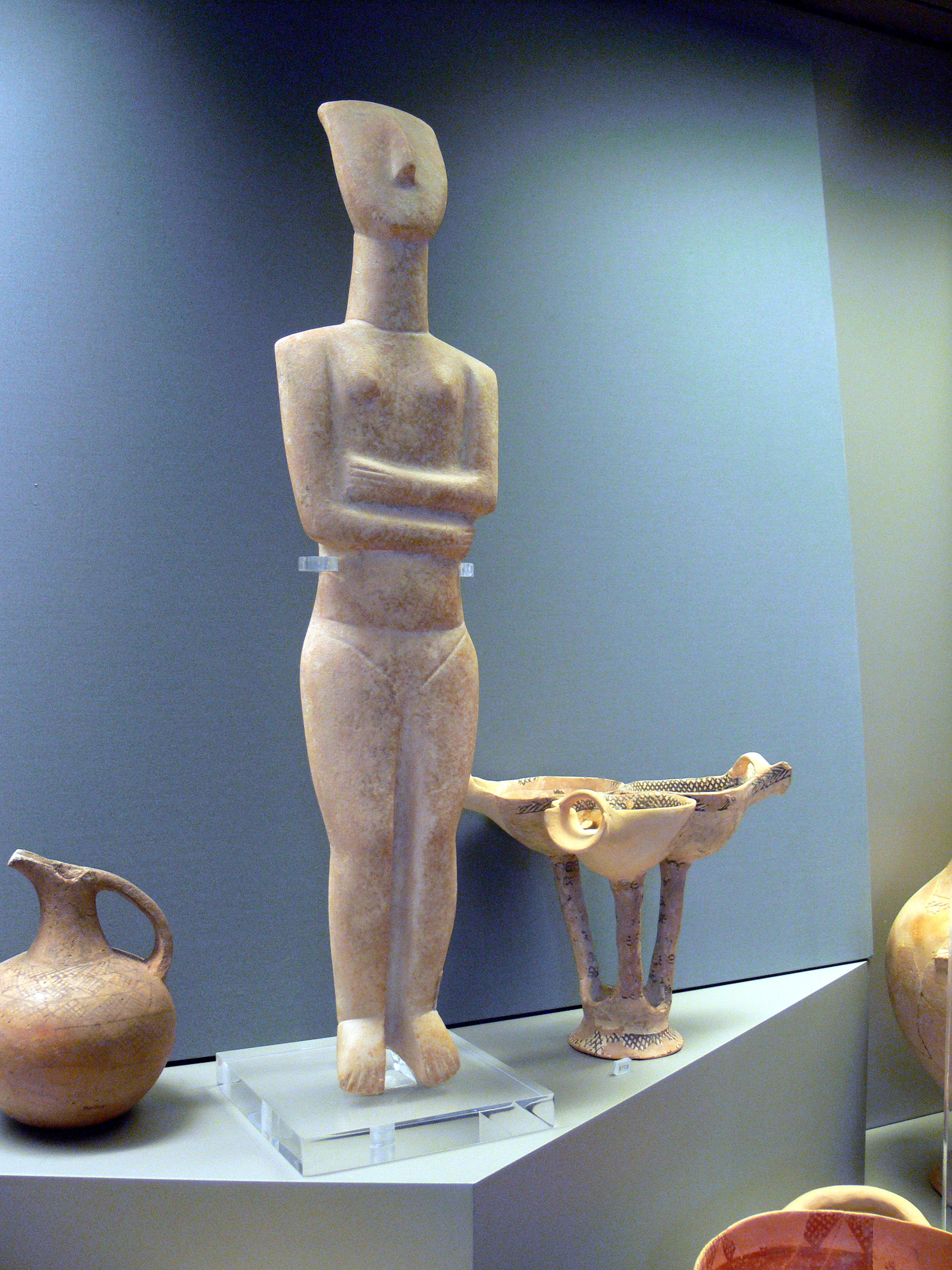
Estatueta cicládica
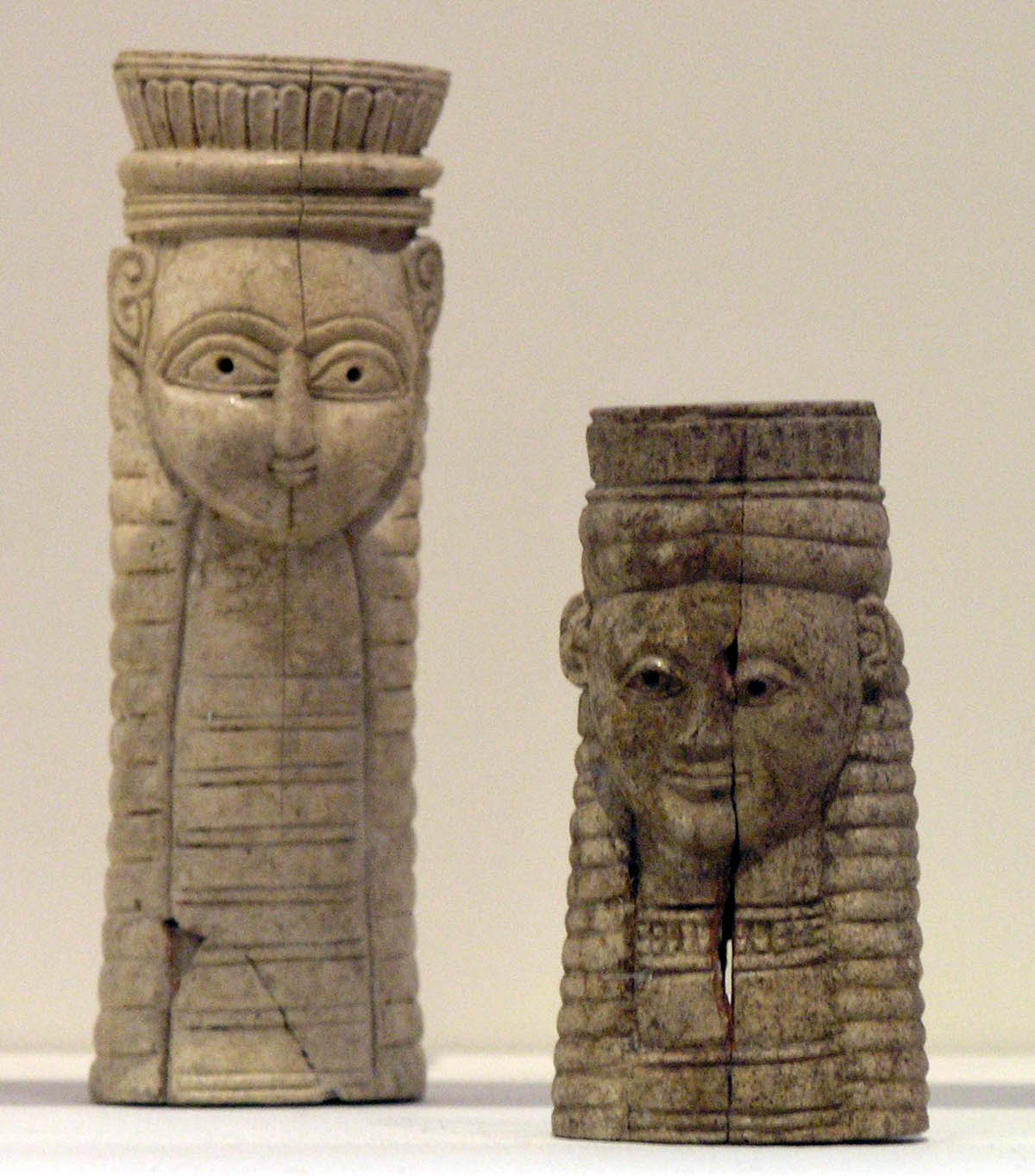
Ex-votos do templo de Ártemis Órtia
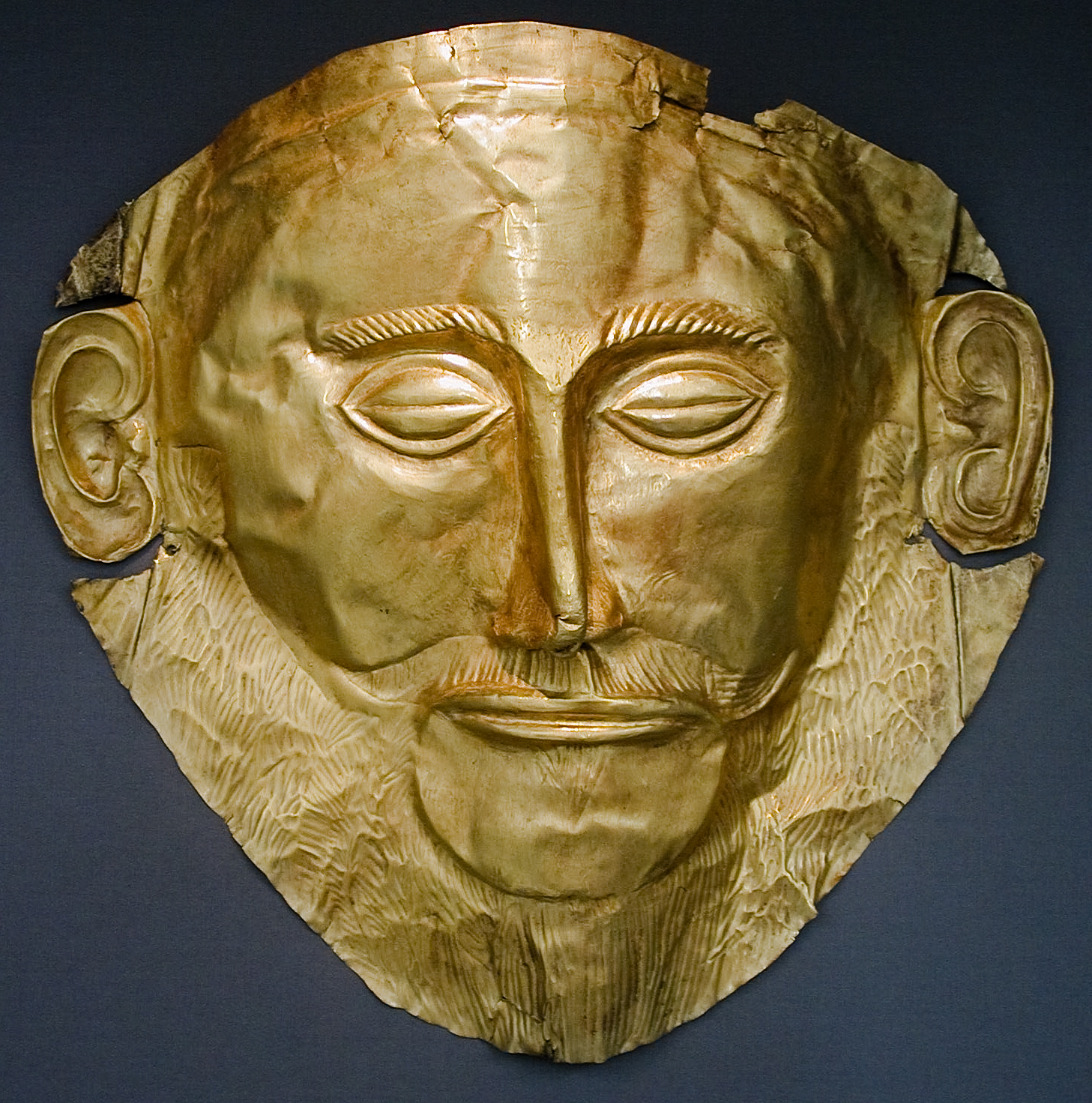
Máscara de Agamenão

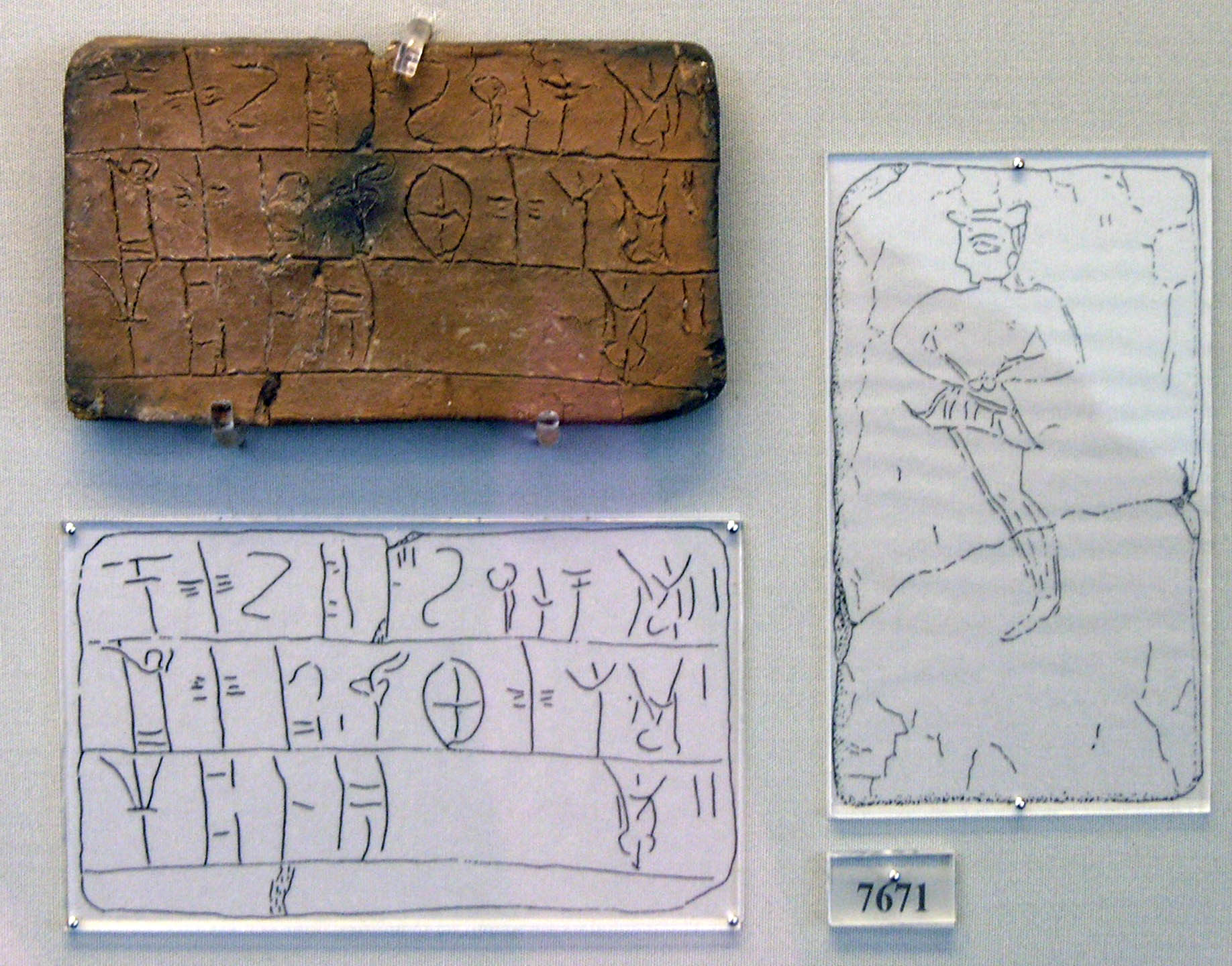
Tabuleta micênica
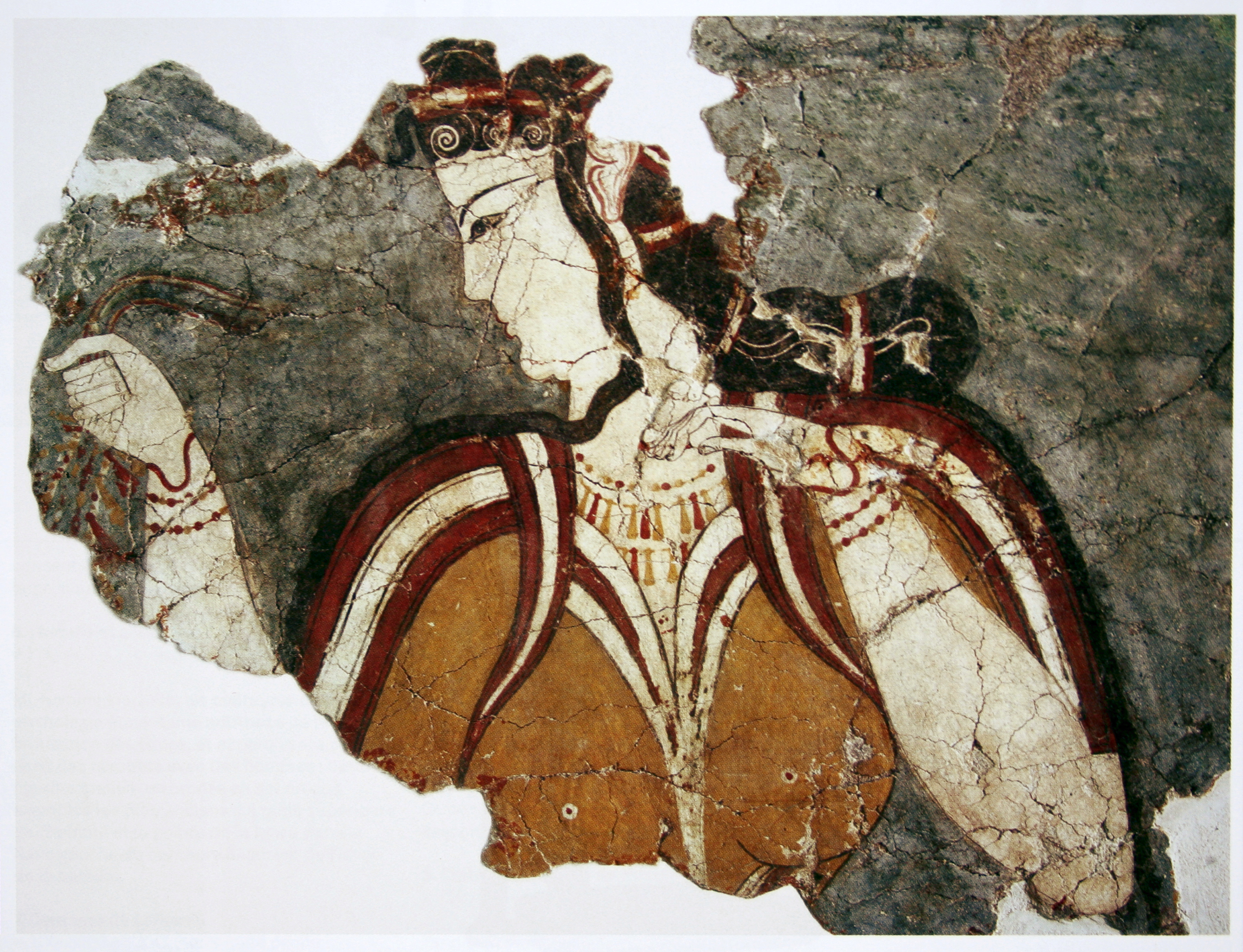
Afresco micênico
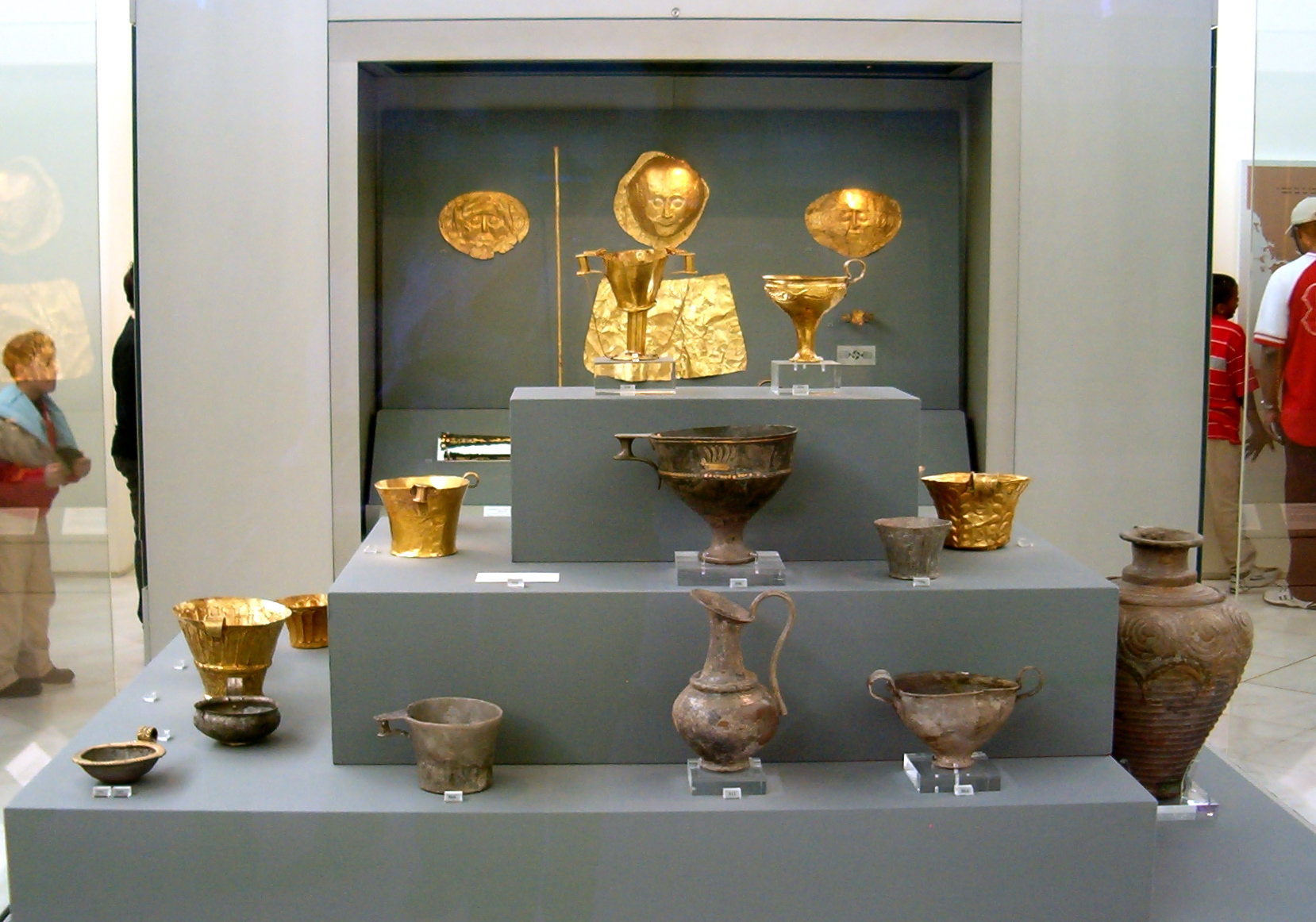
Tesouro micênico
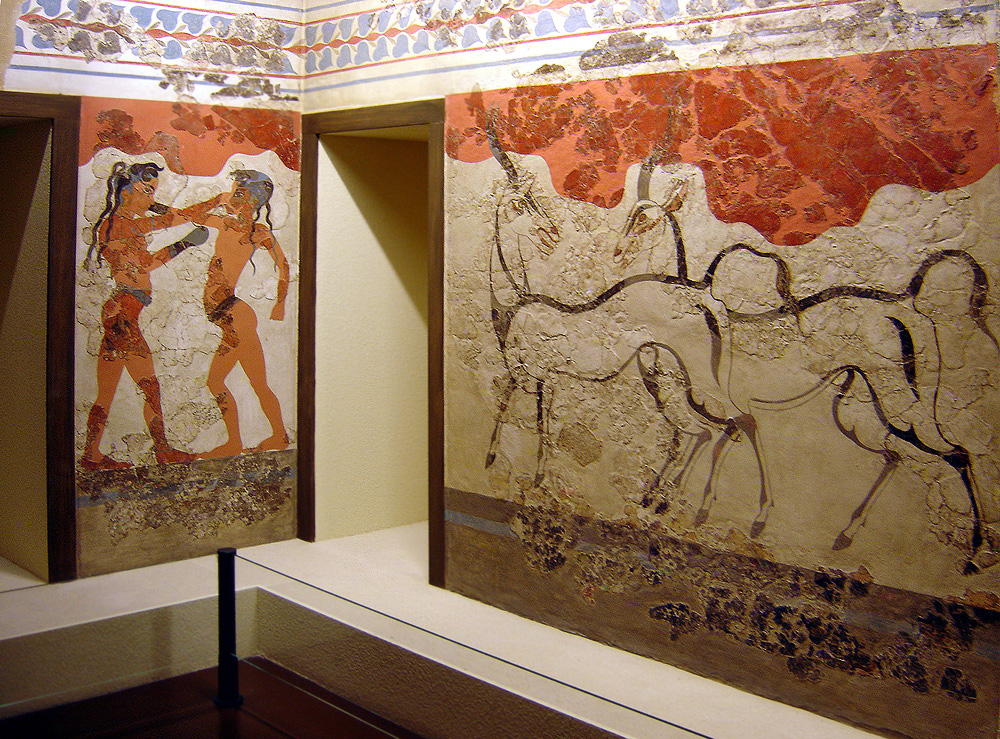
Afrescos de Acrotíri

### Coleção de esculturas
É considerada uma das mais importantes coleções de escultura do mundo, e ilustra ricamente o desenvolvimento da escultura grega desde suas origens anteriores ao século VII a.C. até o período romano tardio (século IV). Esta grande coleção ocupa a maior parte do térreo do museu, sendo organizada em ordem cronológica. Podem ser apreciadas estatuária do estilo dedálico (precursor do estilo arcaico), métopes do templo de Atena de Micenas e a célebre kore representando Ártemis, encontrada em Delos, a mais antiga estátua grega conhecida em tamanho natural, além de estelas funerárias, estatuária de santuários em Egina, Argos e Epidauro e retratos de imperadores romanos e outros dignitários, contextualizados através de mapas e textos explicativos.
Também são especialmente notáveis as esculturas do período arcaico, especialmente os kouroi de Sunião, Aristódico, Milos e da Beócia, e a seguir vêm salas dedicadas ao período severo (480–450 a.C.).
Outras atrações são elementos provenientes do tempo de Hera em Argos, placas tumulares de Hegeso e Ilíssos (esta do atelier de Escopas), obras do período romano - das quais fazem parte diversas cópias em mármore de originais em bronze de autores importantes do período clássico, como Policleto, autor do Diadúmeno - e uma cópia em escala menor da estátua de Atena que originalmente estava no Partenon e era obra de Fídias.
Por fim se encontram obras do período clássico tardio (século IV a.C.) e peças dos períodos helenístico e romano, onde se destacam um Posídon oriundo de Milos, o Gálata ferido, o grupo de Afrodite, Eros e Pan, e bustos de Antínoo, Adriano e Otaviano.

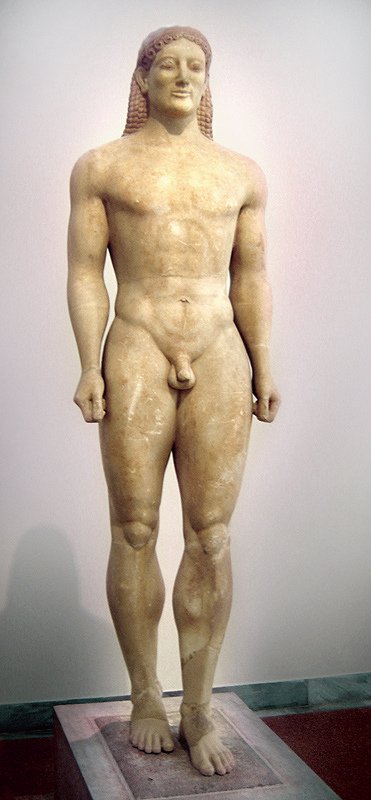
O Kouros Kroisos, c. 530 a.C.
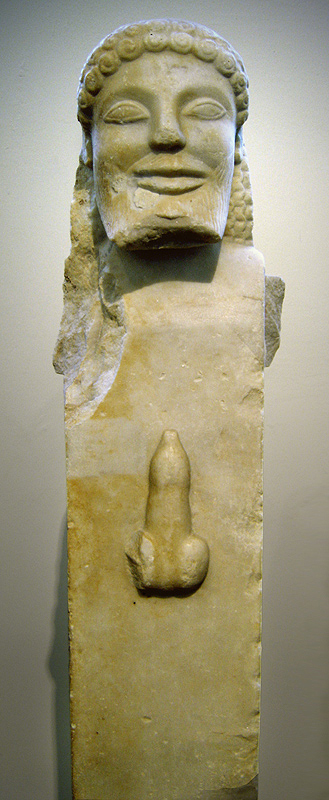
Herma arcaica, proveniente de Sífnos, ca. 520 a.C.
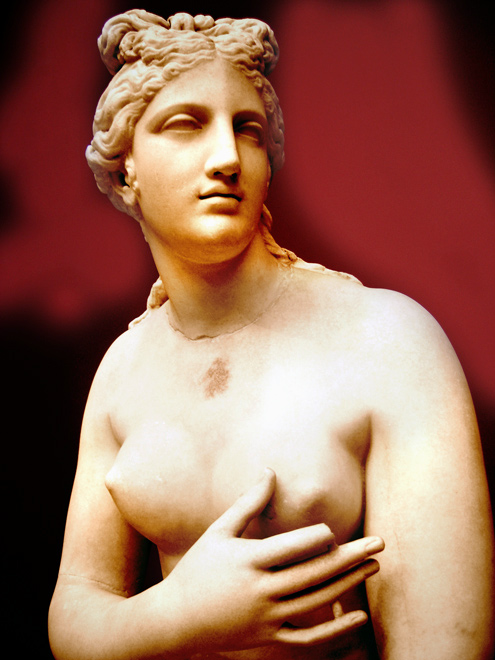
Detalhe da Afrodite pudica, período clássico
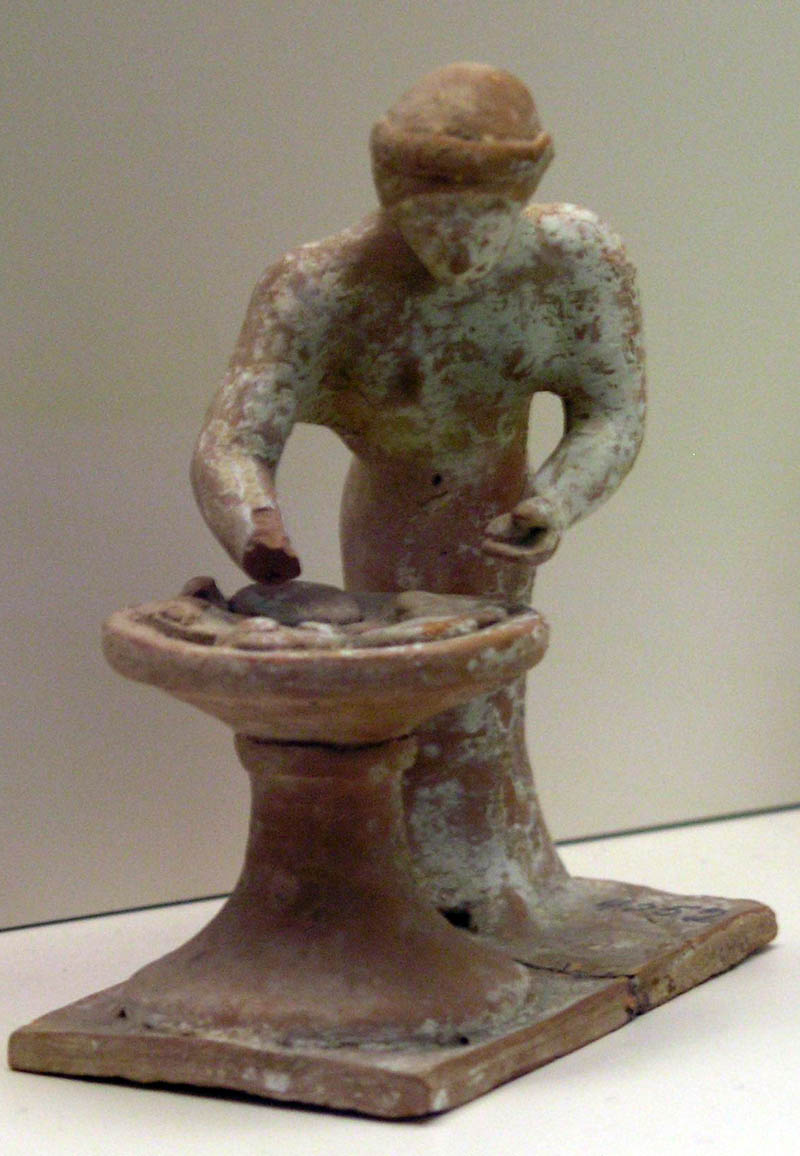
Estatueta de padeira, Tânagra, c. 500-475 a.C.

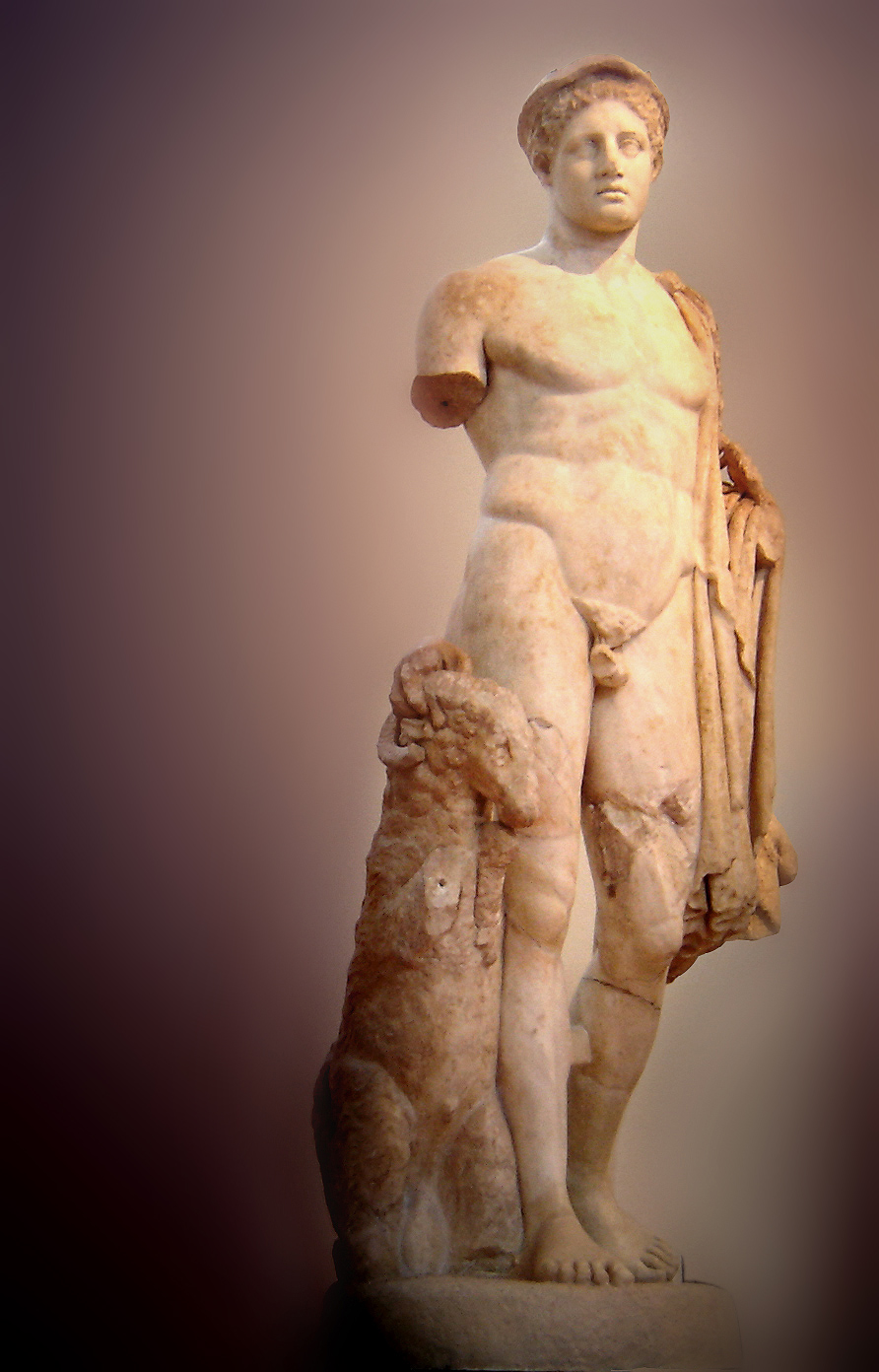
Hermes de Trezena, possível cópia de original de Náucides, do século V a.C.
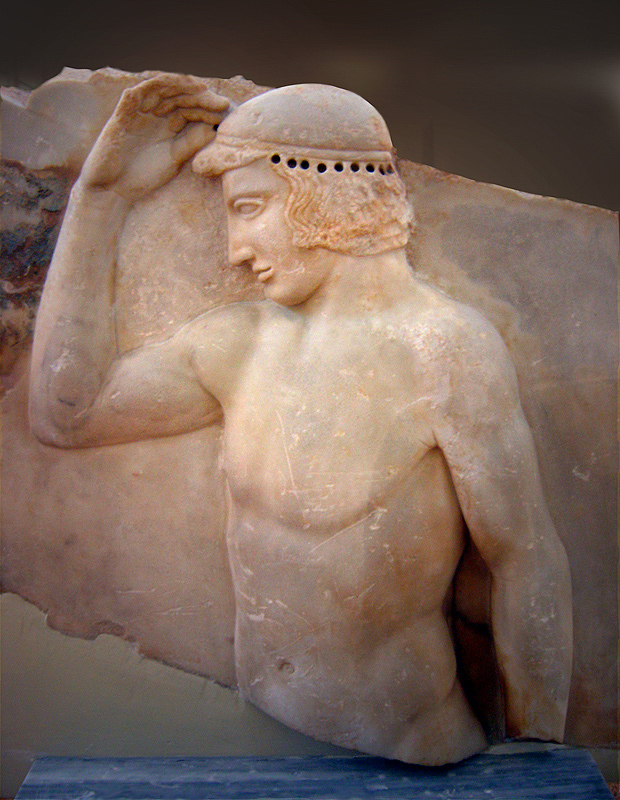
O Relevo de Sunião, c. 460 a.C.
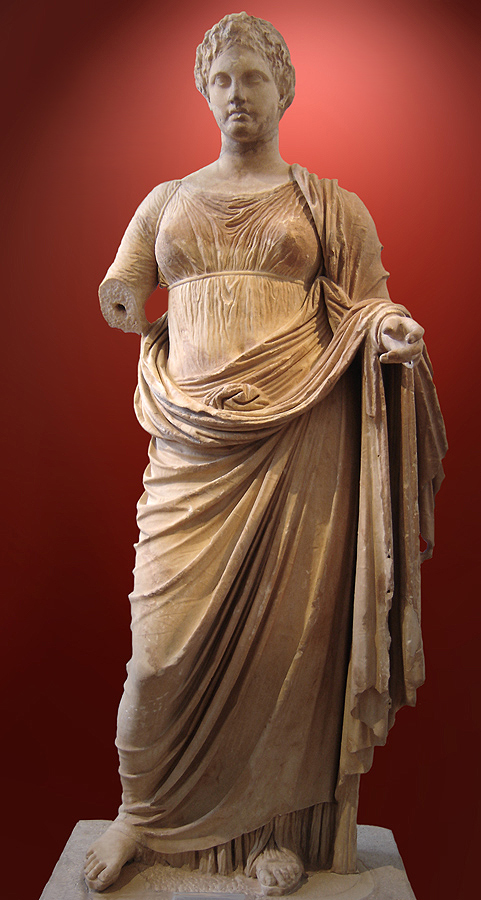
A Têmis Ramnoo, de Chairestratos, c. 300 a.C.
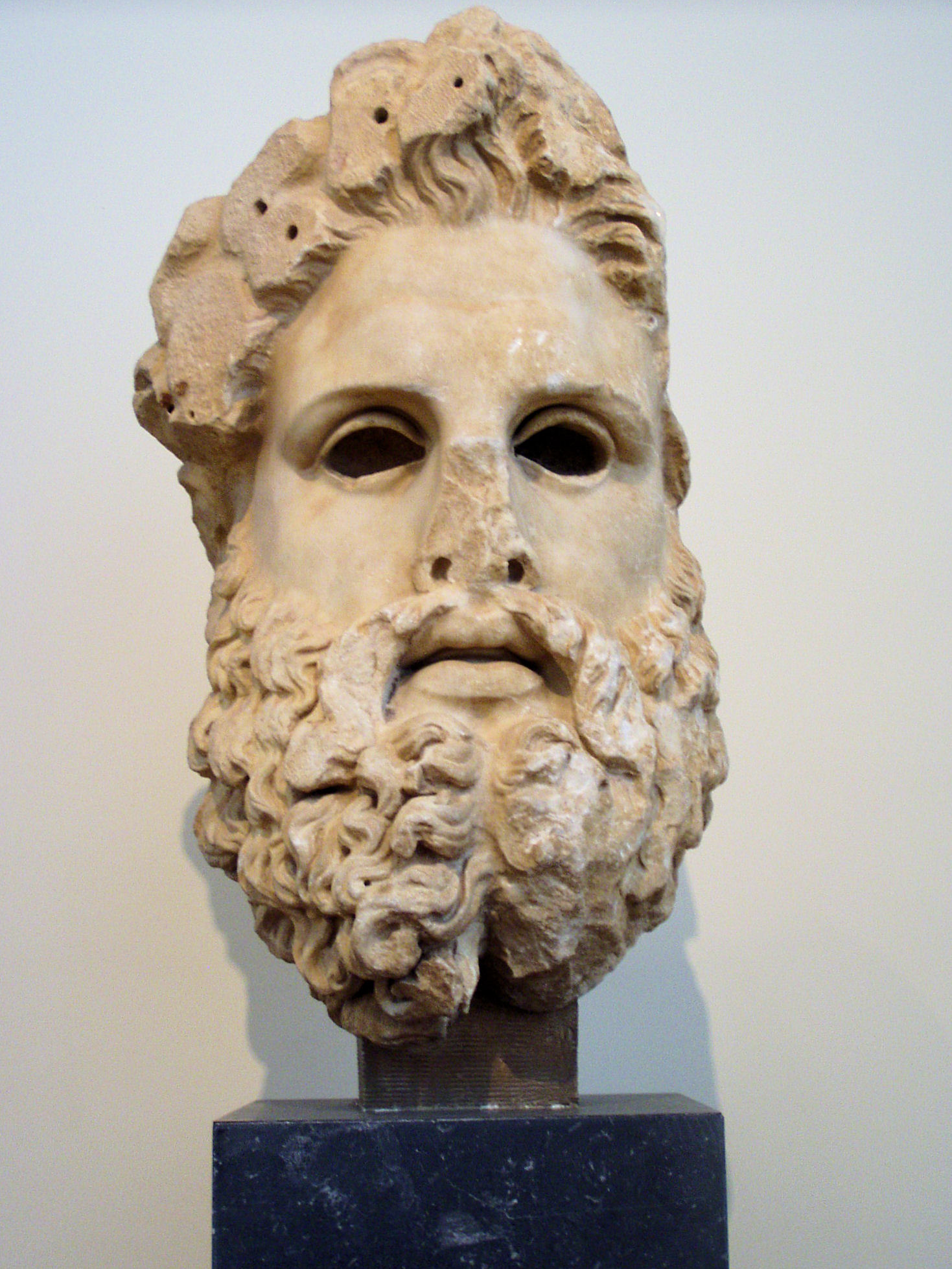
Detalhe de uma cabeça colossal de Zeus, período helenístico

### Coleção de metais
A coleção de bronzes do museu é particularmente rica e constitui um departamento especial desde 1893. Abrange estatuetas e objetos menores, bem como estatuária de grande porte, onde primam por sua excelência obras como o Deus do Cabo Artemísio, um bronze que representa um deus não identificado - Zeus ou Poseidon - encontrado no fundo do mar no Cabo Artemísio. Outras obras importantes são o Jóquei de Artemísio e o Efebo de Maratona.
Também integra a coleção uma seção de metalurgia antiga, onde se mostra o processo usado antigamente para fundição do bronze. Também há peças do período geométrico em bronze e cobre, remanescentes de santuários da Acrópole, Olímpia e Dodona; os achados de Anticítera e Ampelócipi, onde se incluem o famoso Mecanismo de Anticítera, o Efebo de Anticítera e diversas cópias de obras do período clássico, e uma seção que mostra peças do cotidiano, vestuário, mobília, jogos e inscrições, instrumentos profissionais e de culto, jóias, espelhos, instrumentos musicais e outras peças.

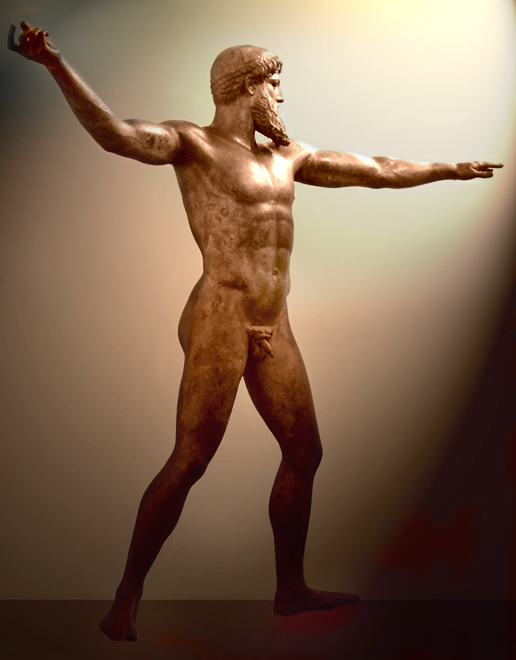
Deus do Cabo Artemísio
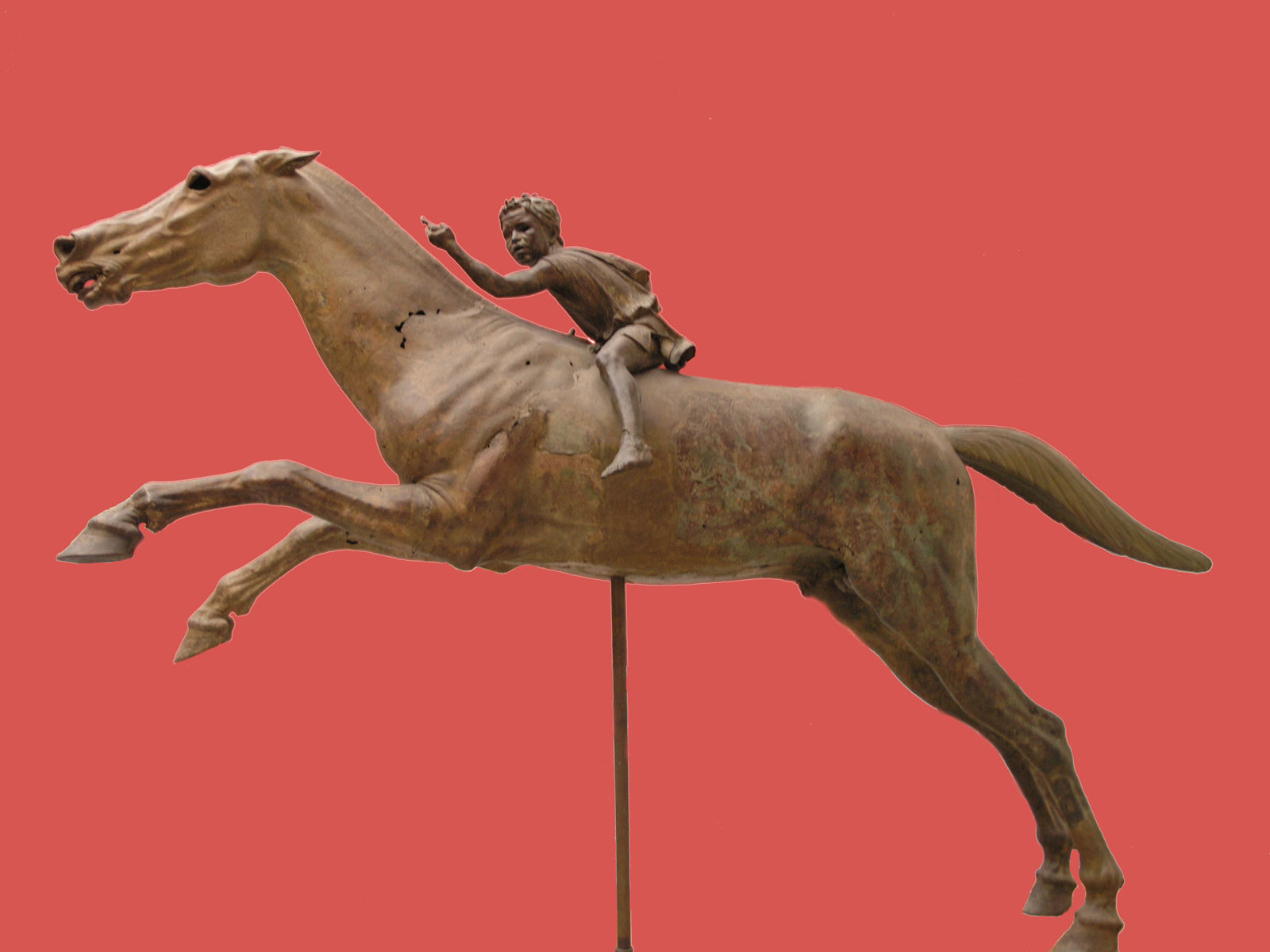
Jóquei de Artemísio, c. 140 a.C.
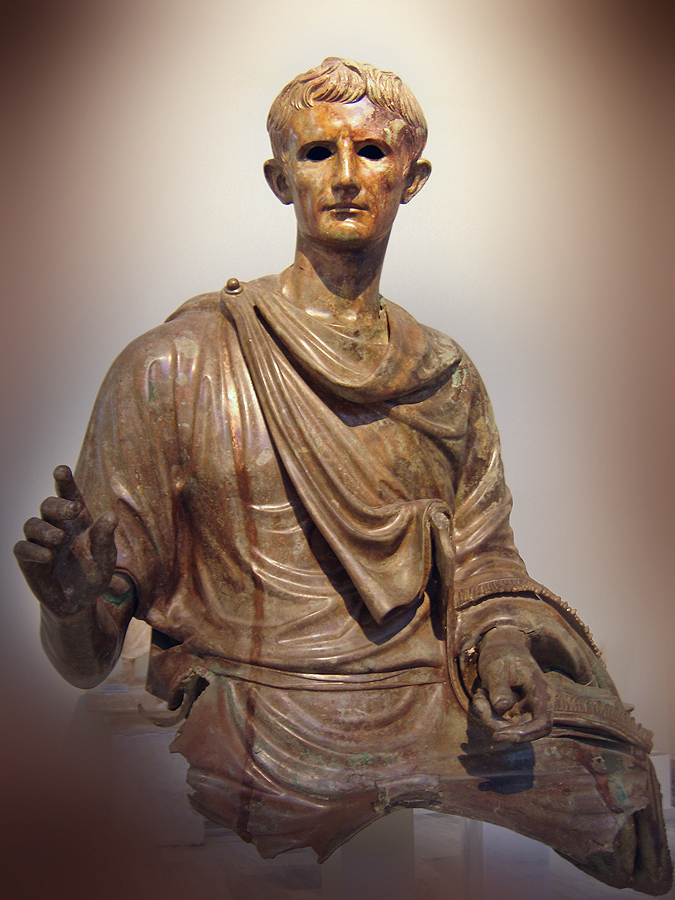
Parte de estátua equestre de Augusto
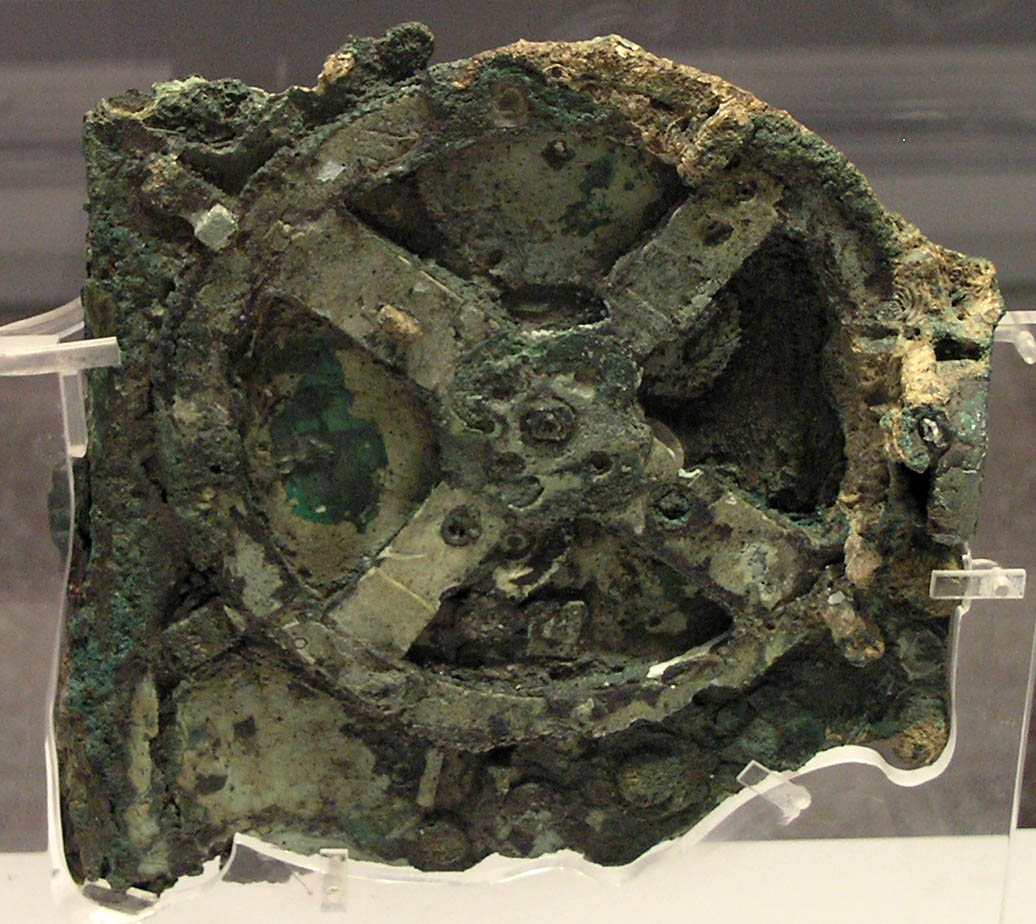
Mecanismo de Anticítera, 89 a.C.

### Coleção de vasos e pequenos objetos

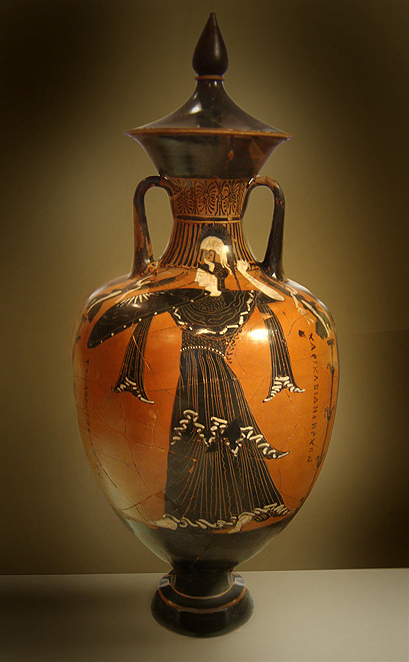
Ânfora em figura-negra com representação da deusa Atena

Esta seção abrange uma variedade de peças que datam dos períodos protogeométrico e geométrico até o período clássico tardio, expostas em ordem cronológica. A ela pertencem vasos de oficinas da Ática e uma colossal ânfora decorada, atribuída a Dípilo, uma das primeiras a mostrar uma figura humana (c. 750 a.C.).
Esta seção apresenta um grande número de vasos em figura-negra de Corinto, Ática e Beócia, vasos em figura-vermelha dos período arcaico e clássico, objetos votivos encontrados no santuários de Hera em Perachora e Grécia, no santuário de Ártemis Órtia em Esparta, e no de Apolo em Thermon, na Etólia, além de peças de Nea Ionia, Areios Pagos e Cerâmico. São importantes nesta seção o modelo cerâmico de um templo, oriundo de Heraion, as métopes pintadas de Thermon, e os sarcófagos de terracota encontrados nas escavações de Clazômenas (1920-1921).

### Coleção egípcia e do Oriente Próximo
Formada principalmente com as doações de Ioannis Dimitriou e Alexandros Rostovisz, gregos residentes no Egito. Possui peças que vão desde o Neolítico até o fim da era romana, incluindo sarcófagos e múmias.

### Coleção Stathatos
Esta coleção, antigamente um acervo privado, possui 970 objetos que vão desde a Idade do Bronze até o período pós-bizantino, compreendendo especialmente jóias da Tessália e Carpenísi, mas também vasos e outras peças menores.

## Museu Epigráfico
Como uma seção à parte está o Museu Epigráfico, fundado em 1885 e ampliado entre 1953 e 1960. Possui a maior coleção de inscrições gregas do mundo, com um total de mais de 15 mil peças, um acervo documental de inestimável valor para a reconstituição da história do país.